# Garrison (North Dakota)
Garrison is een plaats (city) in de Amerikaanse staat North Dakota, en valt bestuurlijk gezien onder McLean County.

## Demografie
Bij de volkstelling in 2000 werd het aantal inwoners vastgesteld op 1318.
In 2006 is het aantal inwoners door het United States Census Bureau geschat op 1209, een daling van 109 (-8.3%).

## Geografie
Volgens het United States Census Bureau beslaat de plaats een oppervlakte van
3,6 km². Garrison ligt op ongeveer 587 m boven zeeniveau. Op ongeveer 7 kilometer zuidwaarts ligt het meer Sakakawea

## Plaatsen in de nabije omgeving
De onderstaande figuur toont nabijgelegen plaatsen in een straal van 24 km rond Garrison.